# Червен мозъков корал
Lobophyllia hemprichii е вид корал от семейство Mussidae. Възникнал е преди около 5,33 млн. години по времето на периода неоген. Видът не е застрашен от изчезване.

## Разпространение и местообитание
Разпространен е във водите на Австралия, Американска Самоа, Британска индоокеанска територия, Вануату, Виетнам, Гуам, Джибути, Египет, Еритрея, Йемен, Израел, Индия, Индонезия, Йордания, Камбоджа, Кения, Кирибати, Кокосови острови, Коморски острови, Мавриций, Мадагаскар, Майот, Малайзия, Малдиви, Малки далечни острови на САЩ, Маршалови острови, Мианмар, Микронезия, Мозамбик, Науру, Ниуе, Нова Каледония, Остров Рождество, Острови Кук, Пакистан, Палау, Папуа Нова Гвинея, Питкерн, Провинции в КНР, Реюнион, Самоа, Саудитска Арабия, Северни Мариански острови, Сейшели, Сингапур, Соломонови острови, Сомалия, Судан, Тайван, Тайланд, Танзания, Токелау, Тонга, Тувалу, Уолис и Футуна, Фиджи, Филипини, Френска Полинезия, Чили, Шри Ланка и Япония.
Среща се по крайбрежията на океани, морета, заливи и рифове в райони с тропически и субтропичен климат.